# Cinquième collège du Nord (Douai) de 1831 à 1848
Le cinquième collège du Nord était l'une des 12 circonscriptions législatives françaises que comptait le département du Nord pendant la Monarchie de Juillet.

## Description géographique et démographique
Le 5e collège du Nord (Douai) était situé à la périphérie de l'agglomération douaisienne. Située entre les arrondissements de Lille et de Cambrai, la circonscription est centrée autour de la ville d' Orchies.  
Elle regroupait les divisions administratives suivantes : Canton d'Arleux ; Canton de Marchiennes  et le Canton d'Orchies.

## Historique des députations
| Législature    | Début de mandat | Fin de mandat   | Député élu                | Parti politique        | Observations                                            |
| -------------- | --------------- | --------------- | ------------------------- | ---------------------- | ------------------------------------------------------- |
| 2e législature | 5 juillet 1831  | 25 mai 1834     | Nicolas Martin du Nord    | Majorité ministérielle |                                                         |
| 3e législature | 21 juin 1834    | 3 octobre 1837  | Nicolas Martin du Nord    | Majorité ministérielle |                                                         |
| 4e législature | 4 novembre 1837 | 2 février 1839  | Nicolas Martin du Nord    | Majorité ministérielle |                                                         |
| 5e législature | 2 mars 1839     | 12 juin 1842    | Nicolas Martin du Nord    | Majorité ministérielle |                                                         |
| 6e législature | 9 juillet 1842  | 6 juillet 1846  | Nicolas Martin du Nord    | Majorité ministérielle |                                                         |
| 7e législature | 1er août 1846   | 12 mars 1847    | Nicolas Martin du Nord    | Majorité ministérielle | Décès du député Nicolas Martin du Nord le 12 mars 1847. |
| 7e législature | 17 avril 1847   | 24 février 1848 | Augustin Guilbert-Estevez | Majorité ministérielle |                                                         |